# Tân Thượng, Di Linh
Tân Thượng là một xã thuộc huyện Di Linh, tỉnh Lâm Đồng, Việt Nam.

## Địa lý
Xã Tân Thượng có diện tích 55,62 km², dân số năm 2022 là 6.359 người, mật độ dân số đạt 114 người/km².

## Lịch sử
Ngày 6 tháng 3 năm 2009, Chính phủ ban hành Nghị định số 10/NĐ-CP về việc thành lập xã Tân Lâm trên cơ sở điều chỉnh 5.917 ha diện tích tự nhiên và 5.654 nhân khẩu của xã Tân Thượng.
Sau khi điều chỉnh địa giới hành chính, xã Tân Thượng còn lại 5.607,16 ha diện tích tự nhiên và 4.752 nhân khẩu.